# Stylops californicus
Stylops californicus  (лат.) — вид веерокрылых насекомых рода Stylops из семейства Stylopidae. Северная Америка: США (Калифорния).
Паразиты пчёл вида Andrena subtilis Smith (Andrena, Andrenidae). Лапки самцов 4-члениковые, усики 6-члениковые с боковыми отростками. Голова поперечная. Обладают резким половым диморфизмом: самцы крылатые (2 пары узких крыльев: передние маленькие и узкие, задние широкие), самки бескрылые червеобразные эндопаразиты. 
Вид был впервые описан в 1909 году американским энтомологом Уильямом Дуайтом Пирсом (William Dwight Pierce) и именован по месту обнаружения типовой серии.